# Karl Suessenguth
Karl Suessenguth ( 22 de junio de 1893, Münnerstadt, Baja Franconia - 7 de abril de 1955, Puerto de Ischia, Italia) fue un botánico alemán, del Botanische Staatssammlung de Múnich.
El 15 de septiembre de 1927 fue designado profesor de Botánica en la Universidad de Múnich. Uno de sus foco de trabajo científico fue la clasificación botánica y la fisiología y química vegetal. En 1949 fue nombrado profesor honorario.
Del 27 de julio de 1946 hasta su muerte, fue director de la Colección Estatal Botánica de Múnich. Bajo su égida, la Biblioteca del Estado comenzó a publicar su revista anual propia.

## Algunas publicaciones
- 1950. Mitteilungen der Botanischen Staatssammlung München, denominando Sendtnera en honor a Otto Sendtner.
- 1939. Neue Ziele der Botanik. American Midland Naturalist 22 ( 3 ): 758

## Honores

### Epónimos
Un año después de su muerte, una calle en el distrito de Múnich Obermenzing lleva su nombre.
Género
- (Molluginaceae) Suessenguthiella Friedrich[1]

Especies
- (Amaranthaceae) Alternanthera suessenguthii Covas[2]

- (Amaranthaceae) Lagrezia suessenguthii Cavaco[3]

- (Anthericaceae) Anthericum suessenguthii Solch[4]

- (Asteraceae) Blumea suessenguthii Merxm.[5]
- La abreviatura «Suess.» se emplea para indicar a Karl Suessenguth como autoridad en la descripción y clasificación científica de los vegetales.[6]